# Archaeotinodes globatus
Archaeotinodes globatus is een fossiele soort schietmot uit de familie Ecnomidae.